# Pilang (Wonoayu)
Pilang is een bestuurslaag in het regentschap Sidoarjo van de provincie Oost-Java, Indonesië. Pilang telt 5347 inwoners (volkstelling 2010).